# ウポル島
座標: 南緯13度55分 西経171度45分 / 南緯13.917度 西経171.750度

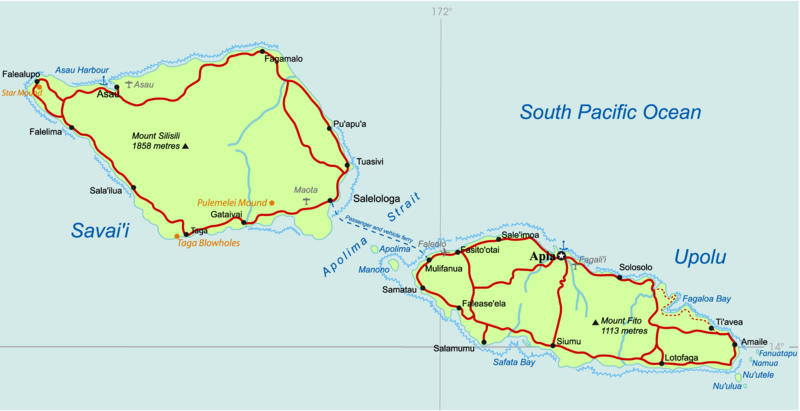
ウポル島とサバイイ島。右がウポル島

ウポル島（ウポルとう、サモア語:Upolu）は、南太平洋のサモア独立国にある海底火山による玄武岩によって形成された島。
島の長さは東西に長く約75km、面積は1,125km2。国の人口の大半が住む同国で最も人口が多い島である。島の西端にはファレオロ国際空港があり、首都アピアは島の北部に位置している。隣のサバイイ島と異なり、ウポル島では火山の爆発の記録は残っていない。
島中部の火口湖のラノトオ湖周辺のラノトオ湖国立公園からはヴァイシガノ川とフルアソウ川が流下し、特にフルアソウ川は首都アピアの重要な水源である。南部のオ・レ・ププ・プエ国立公園は1978年に設立された南太平洋地域最初の国立公園であり、島中央部のフィト山からマタロア川とヴァーレガ川流域を経て、南海岸の断崖まで広がる。島を覆う熱帯林にはオオハシバト、ハシグロオオミツスイなどの絶滅危惧種およびサモアカラスモドキ、キビタイモズヒタキ、サモアヒラハシ、サモアナキサンショウクイなどの固有種の鳥類が生息しており、固有種のヤシのClinostigma samoenseも見られる。東部のヴァイプ沼一帯にはサモア国内最大規模の沼地林と低地雨林があり、オオハシバトや固有種のカタツムリのEua expansa、Samoana conica、Succinea putamenなどの動物とタイヘイヨウクルミ、Pandanus turritusなどの植物が生息している。ラノトオ湖国立公園、オ・レ・ププ・プエ国立公園とヴァイプ沼保護区はラムサール条約登録地である。
18世紀後半から19世紀前半にかけて、島はOjalavaやOjolavaと呼ばれていた。19世紀後半、ロバート・ルイス・スティーヴンソンは島に400エーカーの農園を所有し、1894年に当地で亡くなった。
2009年9月29日朝6時48分頃、アピアの南方約195kmを震源として、マグニチュード8.0の地震が発生（2009年サモア地震）。ウポル島南東部を約10mの津波が襲い村が壊滅的な被害を受け死者が多数などの被害が生じた。
アウトボードエンジンによる珊瑚礁外のマグロやカツオ漁の技術指導など、昭和40年代後半より国際協力事業団傘下の青年海外協力隊による支援が続いている。